# Институт за мултидисциплинарна истраживања
Институт за мултидисциплинарна истраживања је научно-истраживачка установа у саставу Универзитета у Београду, која се бави проучавањима у граничним и мултидисциплинарним областима науке. Истраживачи Института за мултидисциплинарна истраживања учествују у истраживањима из области електрохемије, неуронаука, биофизике, биомедицинског инжињерства.

## Историјат
Институт за мултидисциплинарна истраживања основан је 1970. године у саставу Универзитета у Београду као Центар за мултидисциплинарне студије. Основни циљ новооснованог института био је  развој истраживања и постдипломско школовање младих научних радника у граничним и мултидисциплинарним областима науке. Кључну улогу у стварању Центра имали су истакнути чланови Српске академије наука и уметности професори: Радослав Анђус, Момчило Ристић, Александар Деспић, Љубиша Ракић, Рајко Томовић, Мирко Симић, Душан Каназир, Момир Вукобратовић, Мирослав Гашић, Пантелија Николић, Драгутин Дражић, као и први директор Звонимир Дамјановић.
Одлуком Владе Републике Србије од октобра 2007. године Центар за мултидисциплинарне студије је реструктуриран и од тада је организован као научноистраживачка установа чији је оснивач Република Србија. Године 2009. Институт за мултидисциплинарна истраживања поново постаје члан Универзитета у Београду.
Током више од 50 година постојања Института , преко 750 младих људи је магистрирало и више од 50 докторирало, већина од њих је сад у звању редовних или ванредних професора, односно веома угледних научних радника.

## Организација
Рад Института за мултидициплинарна истраживања подељен је у 4 одсека:
- Одсек за науку о материјалима (МС)
- Одсек за биологију и заштиту копнених вода (ЕС)
- Одсек за науку о живим системима (ЛС)
- Одсек за биљне, земљишне и нано-системе (ПН)

Такође у саставу института је и Центар за зелене технологије.

## Центар за зелене технологије
Центар за зелене технологије Института за мултидисциплинана истраживања основан је 2016. године. Идеја формирања Центра за зелене технологије проистекла је из потребе да се око заједничког интердисциплинарног програма окупе истраживачи различитих профила и са различитих одсека Института, чија досадашња истраживања покривају области зелених технологија.
То су истраживачи који се баве истраживањима везаним за животну средину и одрживи развој, укључујући обновљиве изворе енергије, одрживу пољопривреду, заштиту, контролу и ремедијацију вода, земљишта и ваздуха, нове технологије које омогућавају смањење потрошње енергије и смањену употребу и производњу токсичних материја, итд.
Програм Центра за зелене технологије прати реалне потребе Републике Србије у области заштите животне средине. Центар за зелене технологије има амбицију да допринесе унапређењу заштите животне средине и одрживом развоју у Републици Србији.
У центру је запослено 35 истраживача у научним звањима и 16 младих истраживача.
Рад у Центру организован је у Лабараторијама:
- Лабораторија за синтезу материјала
- Лабораторија за процесирање материјала
- Лабораторија за микроскопију
- Лабораторија за функционалну карактеризацију материјала
- Лабораторија за биохемију
- Лабораторија за спектроскопију и течну хроматографију
- Лабораторија за молекуларну биологију
- Лабораторија за електрофизиологију
- Лабораторија за гасно-масену хроматографију
- Лабораторија за исхрану биљака